# 鉄道記念物
鉄道記念物（てつどうきねんぶつ）は、日本国有鉄道（国鉄）が1958年（昭和33年）に制定した、日本の鉄道に関する歴史的文化的に重要な事物等を指定して保存、継承するための制度、あるいはその制度により指定された事物等をいう。本項においては、1963年（昭和38年）に制定された、地方的に重要な事物等を指定する準鉄道記念物（じゅんてつどうきねんぶつ）についても記述する。
1987年（昭和62年）の国鉄分割民営化後は、既存の記念物がJR各社の管理に移されたものの長らく指定が行われなかったが、2004年（平成16年）に西日本旅客鉄道（JR西日本）が、準鉄道記念物から鉄道記念物への格上げという形で、18年ぶり（鉄道記念物に限れば32年ぶり）に指定を実施した。2010年には、やはり準鉄道記念物からの格上げで北海道旅客鉄道（JR北海道）も指定をおこなった。

## 鉄道記念物
鉄道記念物は、1958年10月に制定された「鉄道記念物等保護基準規程（国鉄総裁達第509号）」によって定められた基準に従い、国鉄総裁が指定するものとされていた。その基準は、
1. 国鉄および国鉄以外の者の地上施設その他の建造物・車両・古文書などで、歴史的文化価値の高いもの。
2. 国鉄及び国鉄以外の者の制服・作業用具・看板その他の物件で、諸制度の推移を理解するために欠くことのできないもの。
3. 国鉄における諸施設の発祥となった地点、国鉄のある伝承地、鉄道の発達に貢献した故人の遺跡（墓碑を含む）などで歴史的価値のあるもの。

と定められている。
制度の性格上、指定された記念物は、滅失・毀損しないよう長く保存されるべきものであり、その管理・保守のために管理者、保守責任者、管理責任者が定められる。管理者は、記念物が滅失・毀損しないよう保護するための保存施設を設置し、保守責任者および管理責任者に管理させなければならない。もし記念物が滅失・毀損した場合は、管理者は記念物を原形に復旧するよう措置を講じなければならないし、保存施設が滅失・毀損した場合は、保守責任者、管理責任者はそれを修理・復旧しなければならない。
鉄道記念物は、1958年から原則として10月14日の鉄道記念日（現在の鉄道の日）に数件ずつが指定され、2018年までに44件の鉄道記念物が指定されている。

### 鉄道記念物一覧
- 1958年（昭和33年）指定

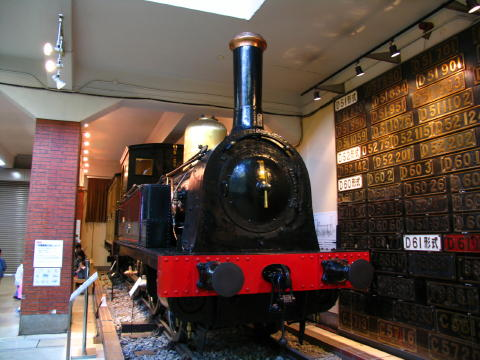
1号機関車

  - 1号機関車 (No.1) - 所蔵：鉄道博物館[2]
  - 1号御料車 (No.2) - 所蔵：鉄道博物館[2]
  - 弁慶号機関車 (No.3) - 所蔵：鉄道博物館[2]
  - 旧長浜駅  (No.4) - 所在：長浜鉄道スクエア[2]
  - 0哩標識  (No.5) - 所在：旧汐留駅構内[2]

- 1959年（昭和34年）指定

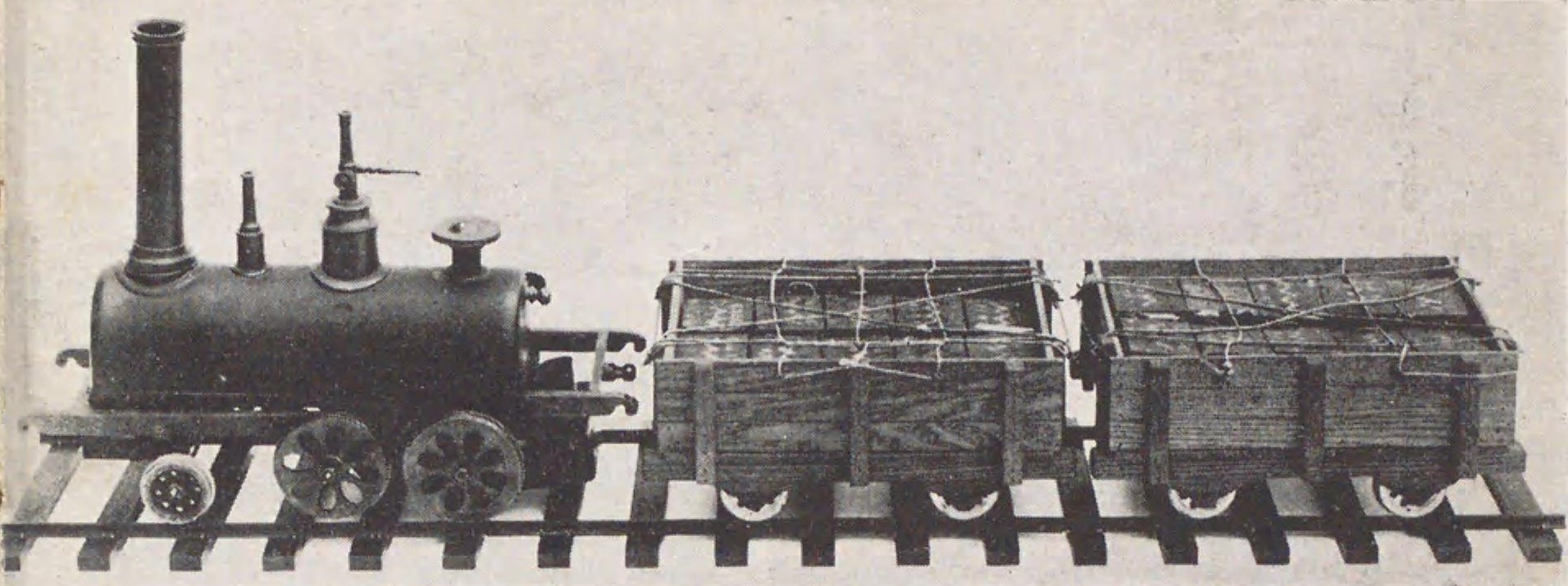
1853年（嘉永6年）に佐賀藩の田中久重らが製作した蒸気機関車の雛型

  - 善光号機関車  (No.6)- 所蔵：鉄道博物館[2]
  - 5号御料車 (No.7) - 所蔵：博物館明治村[2]
  - 6号御料車 (No.8) - 所蔵：博物館明治村[2]
  - 鉄道古文書 (No.9) - 所蔵：鉄道博物館[2]
  - 佐賀藩製造の機関車模型 (No.10)- 所蔵：佐賀県立博物館[2]

- 1960年（昭和35年）指定

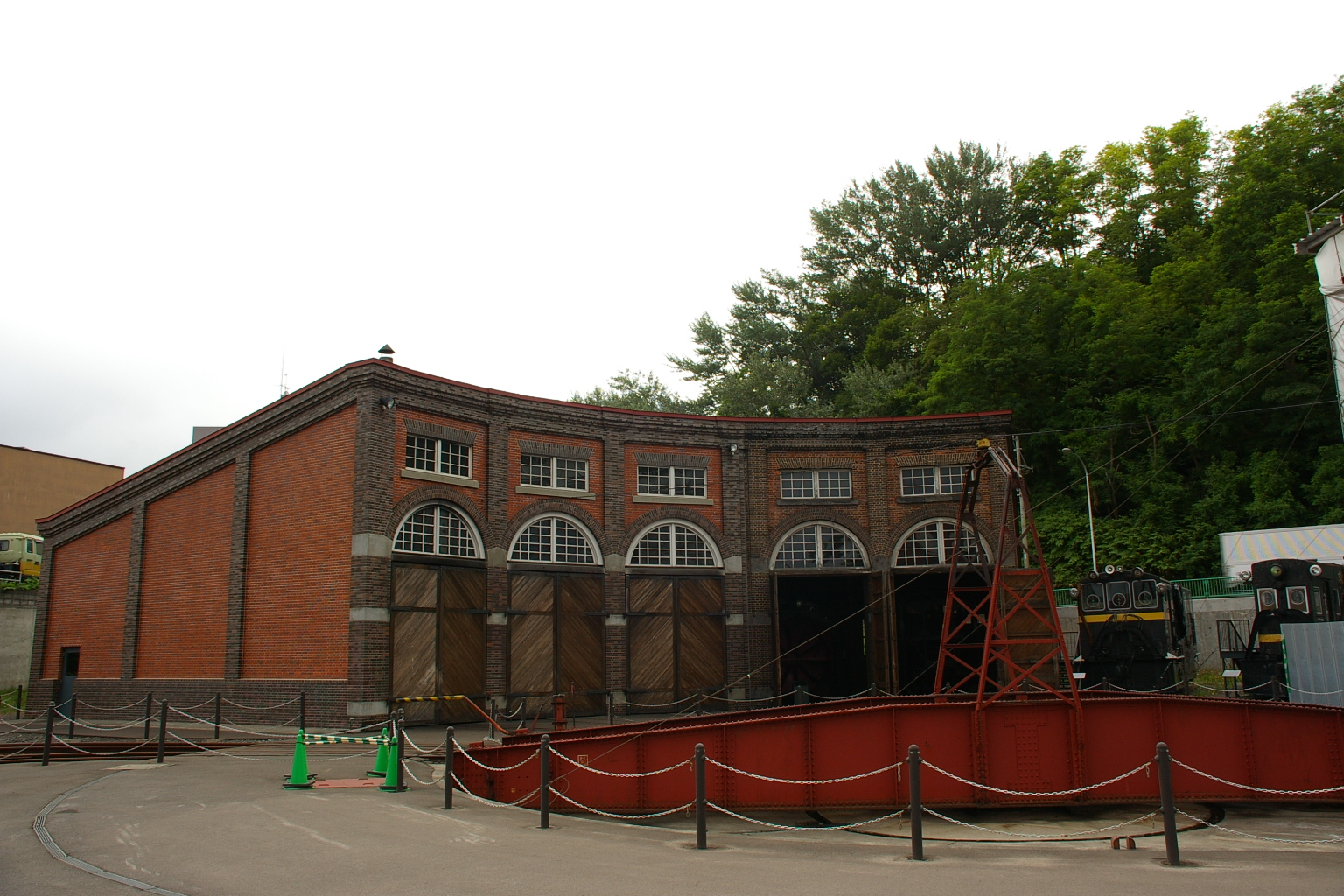
旧手宮機関庫

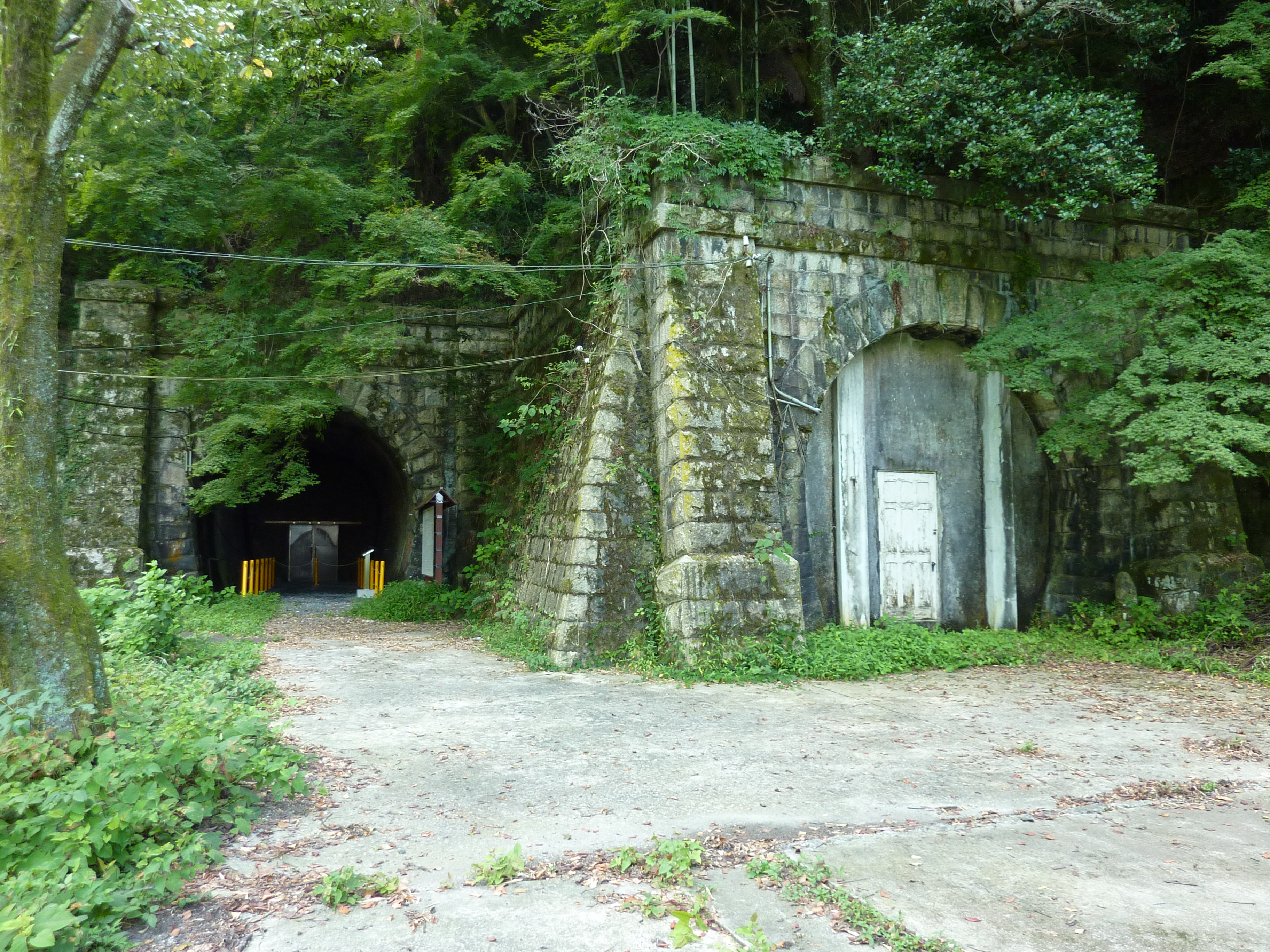
旧逢坂山ずい道東口

  - 大阪駅時鐘 (No.11) - 所蔵：京都鉄道博物館[3][4]
  - 旧逢坂山ずい道東口 (No.12) - 所在：滋賀県大津市[2]
  - 旧手宮機関庫 (No.13) - 所在：小樽市総合博物館（鉄道・科学・歴史館）[2]
  - 野辺地防雪原林 (No.14) - 所在：東北本線野辺地駅付近[2]

- 1961年（昭和36年）指定
  - 開拓使号客車 (No.15) - 所蔵：鉄道博物館[2]
  - 110号機関車 (No.16) - 所蔵：JR桜木町ビル[注釈 1][2]
  - 旧長浜駅29号分岐器ポイント部 (No.17) - 所蔵：長浜鉄道スクエア[2]

- 1962年（昭和37年）指定
  - エドモンド・モレルの墓 (No.18) - 所在：横浜市外人墓地内[2]
  - 秋田第1号鉄道飛砂防止林 (No.19) - 所在：羽越本線桂根駅付近[2]
  - 蒸気動車（キハ6401号蒸気動車）(No.20)  - 所蔵：リニア・鉄道館[2]

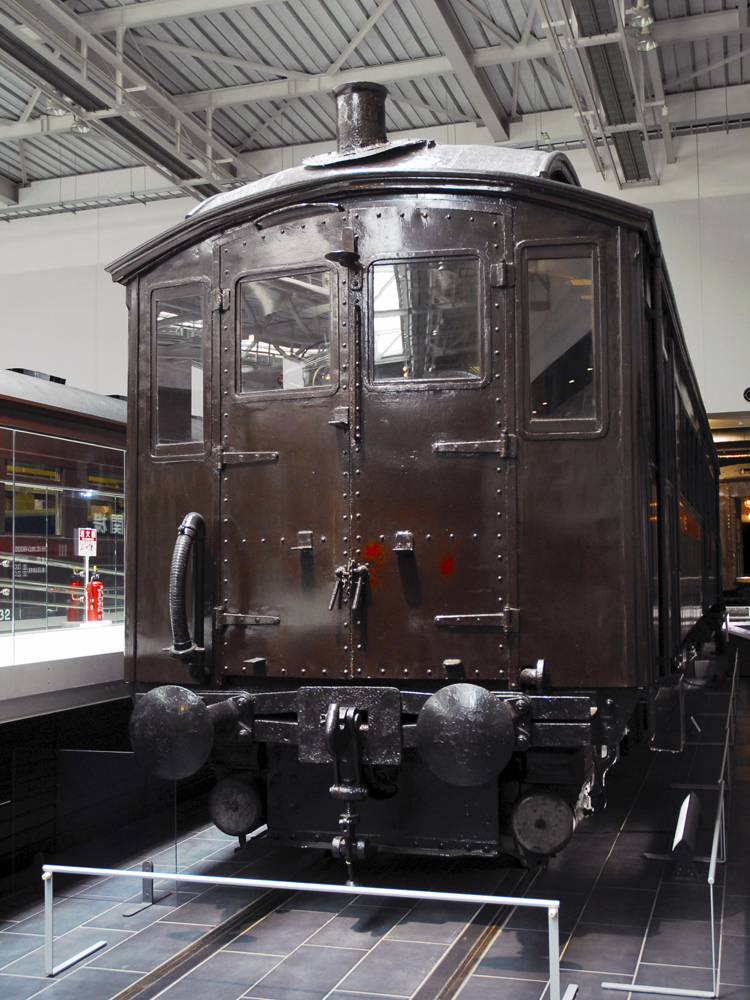
キハ6401（ホジ6014）号蒸気動車

- - 西園寺公望自筆の鉄道国有法案説明草稿 (No.21) - 所蔵：鉄道博物館[2]

- 1963年（昭和38年）指定
  - 2号御料車 (No.22) - 所蔵：鉄道博物館[2]
  - 鉄道助佐藤政養文書 (No.23) - 所蔵：鉄道博物館[2]

- 1964年（昭和39年）指定
  - アプト式鉄道（10000号電気機関車）(No.24)  - 所蔵：旧軽井沢駅舎記念館[注釈 2][2]
  - 井上勝の墓 (No.25) - 所在：品川東海寺大山墓地内[2]
  - ウエブ・エンド・トムソン式電気通票器 (No.26) - 所蔵：鉄道博物館[2]

- 1965年（昭和40年）指定
  - 旧六郷川鉄橋 (No.27) - 所蔵：東海旅客鉄道旧三島社員研修センター[注釈 3][2]

- 1967年（昭和42年）指定
  - 壱岐丸の号鐘 - 所蔵：鉄道博物館
  - 7号御料車 - 所蔵：鉄道博物館

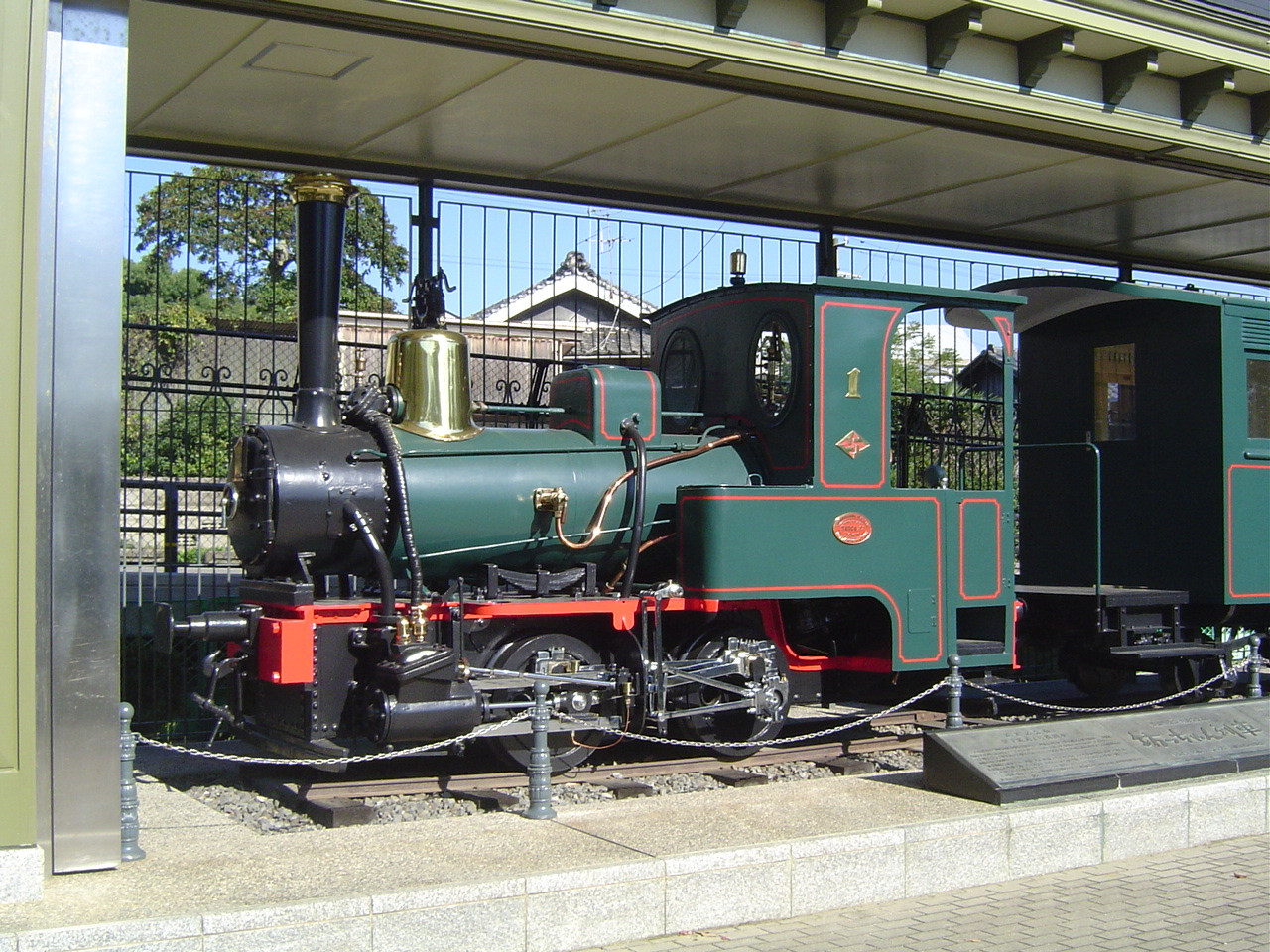
伊予鉄道1号機関車

  - 伊予鉄道1号機関車 - 所蔵：伊予鉄道梅津寺公園

- 1969年（昭和44年）指定
  - 9号御料車 - 所蔵：鉄道博物館
  - 10号御料車 - 所蔵：鉄道博物館
  - 12号御料車 - 所蔵：鉄道博物館
  - 国鉄バス第1号車 - 所蔵：リニア・鉄道館

- 1972年（昭和47年）指定
  - ナデ6141号電動車 - 所蔵：鉄道博物館

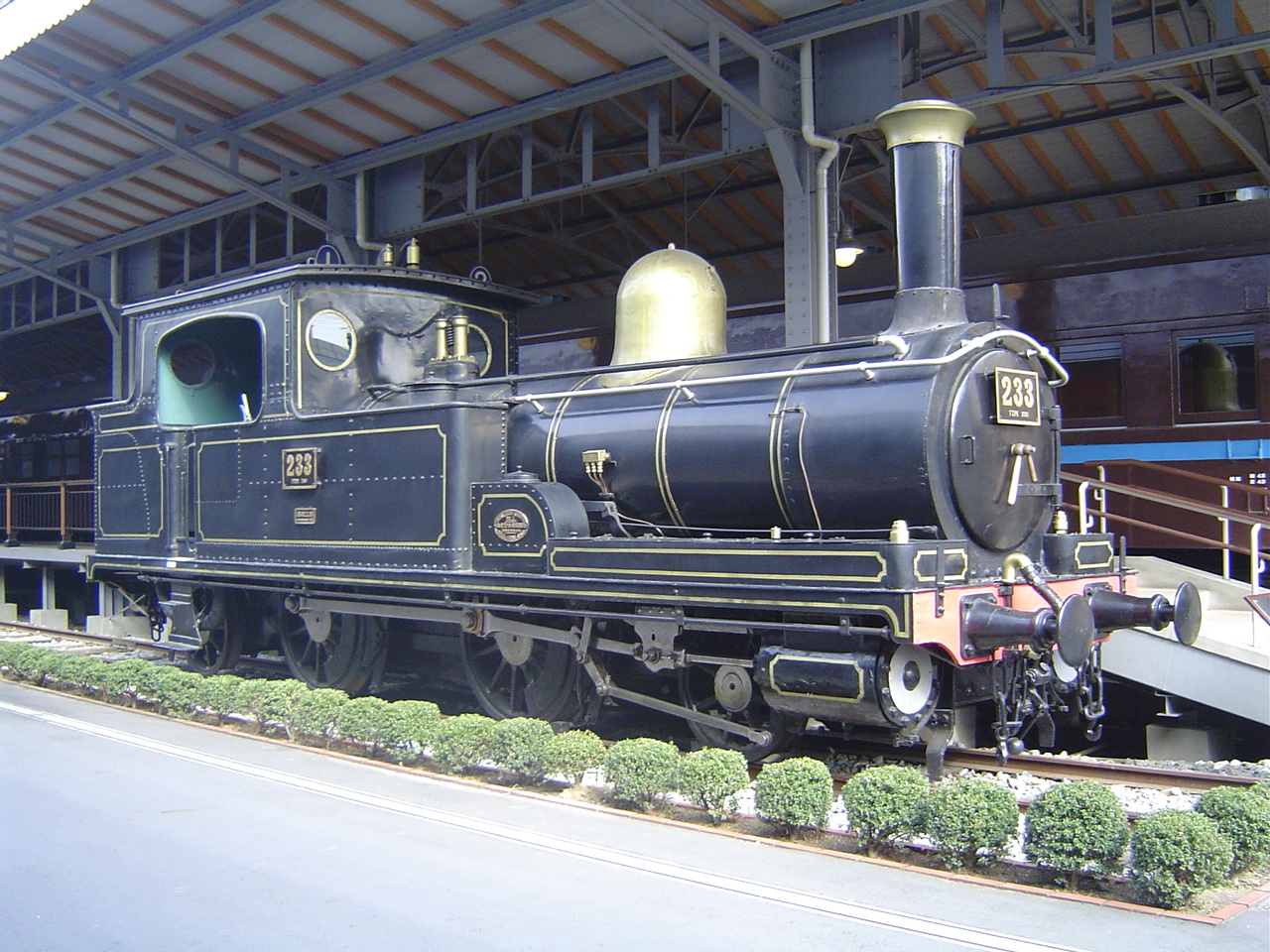
233号蒸気機関車

- 2004年（平成16年）指定（準鉄道記念物からの昇格。JR西日本指定）[1]
  - 義経号機関車 - 所蔵：京都鉄道博物館
  - 1801号蒸気機関車 - 所蔵：京都鉄道博物館
  - 233号蒸気機関車 - 所蔵：京都鉄道博物館
  - EF52 1号電気機関車 - 所蔵：京都鉄道博物館

- 2008年（平成20年）指定（JR西日本指定）
  - 0系新幹線車両(21-1, 16-1, 35-1, 22-1) - 所蔵：京都鉄道博物館

- 2010年（平成22年）指定（準鉄道記念物からの昇格。JR北海道指定）
  - しづか号機関車 - 所蔵：小樽市総合博物館
  - い1号客車 - 所蔵：小樽市総合博物館
  - 大勝号蒸気機関車 - 所蔵：小樽市総合博物館

- 2018年（平成30年）指定（JR西日本登録鉄道文化財からの昇格。JR西日本指定）
  - 旧津山扇形機関車庫と転車台

## 準鉄道記念物
準鉄道記念物は、地方的にみて歴史的文化価値の高いもの（将来鉄道記念物になりうるもの）を支社において指定するもので、1963年に制定された。鉄道記念物に比べて、ローカル色が強いのが特徴であるが、管理者、保守責任者、管理責任者が置かれ、長く保存するための体制がしかれているのは、鉄道記念物と同様である。2024年までに60件が指定され、うち8件が後年、鉄道記念物に昇格している。

### 準鉄道記念物一覧
- 1963年（昭和38年）指定

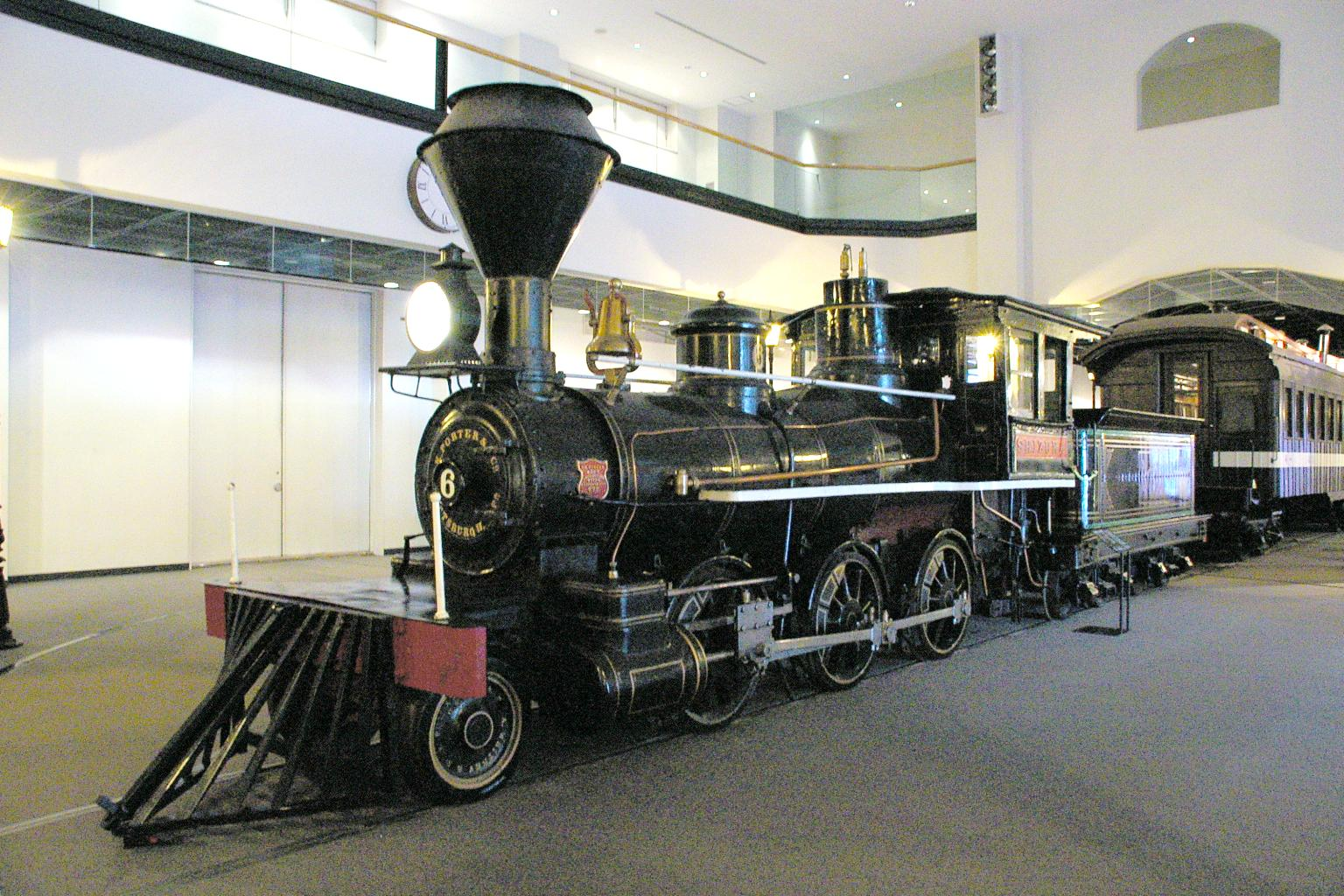
しづか号機関車

  - しづか号機関車 - 所蔵：小樽市総合博物館（鉄道・科学・歴史館） - 2010年、鉄道記念物に昇格
  - い1号客車 - 所蔵：小樽市総合博物館（鉄道・科学・歴史館） - 2010年、鉄道記念物に昇格
  - 四ツ谷トンネル入口飾付兜 - 所蔵：鉄道博物館
  - 噴水小僧 - 所在：大阪駅?
  - 義経号機関車 - 所蔵：京都鉄道博物館 - 2004年、鉄道記念物に昇格[1]
  - 別子1号機関車 - 所蔵：新居浜市別子銅山記念館

- 1964年（昭和39年）指定
  - 大勝号機関車 - 所蔵：小樽市総合博物館（鉄道・科学・歴史館） - 2010年、鉄道記念物に昇格
  - キ601号回転雪かき車 - 所蔵：小樽市総合博物館（鉄道・科学・歴史館）

- 1965年（昭和40年）指定
  - キ800号かき寄せ雪かき車 - 所蔵：小樽市総合博物館（鉄道・科学・歴史館）
  - 1800形式機関車 - 所蔵：京都鉄道博物館 - 2004年、鉄道記念物に昇格[1]
  - C591号機関車 - 所蔵：九州鉄道記念館

- 1966年（昭和41年）指定

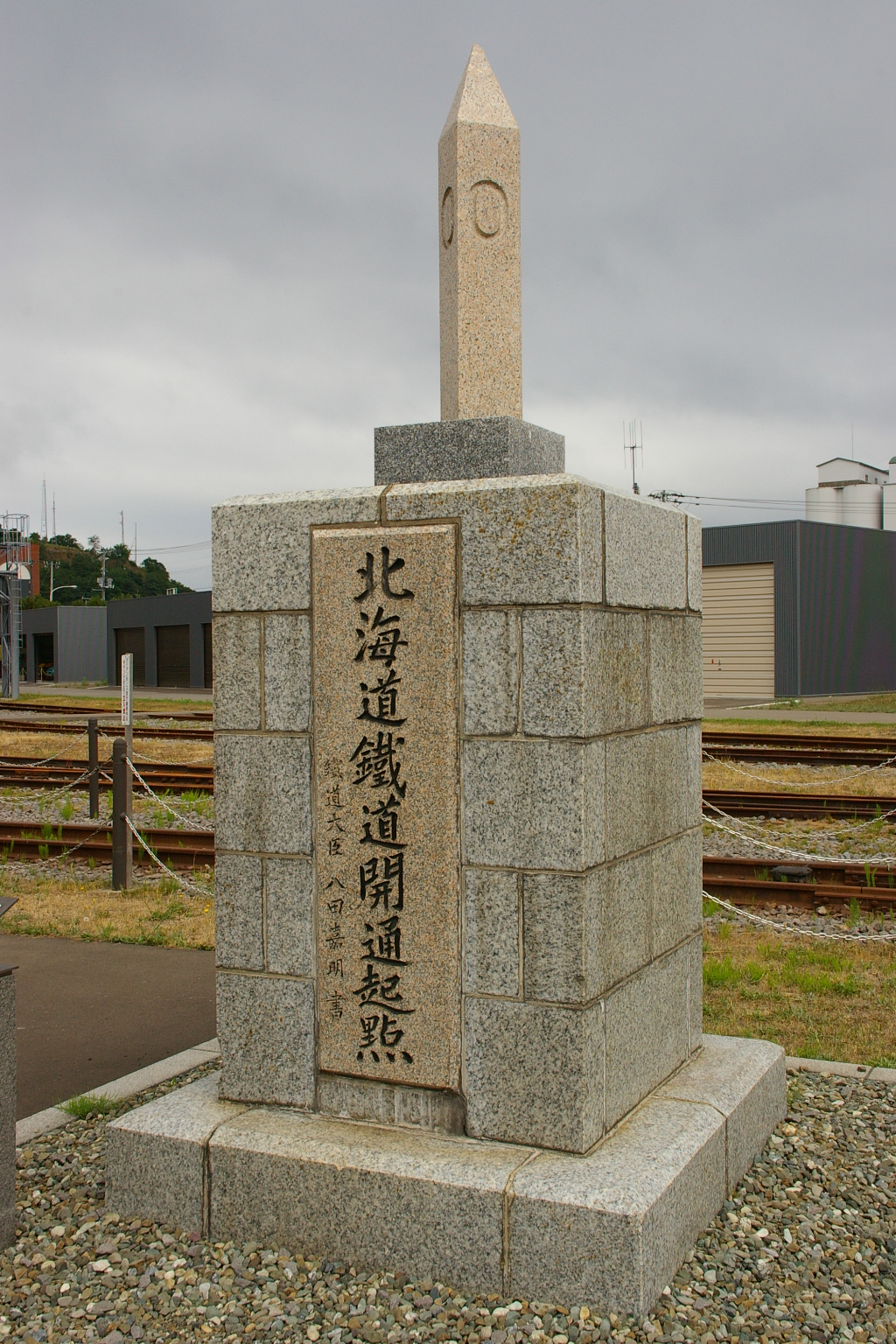
北海道鉄道開通起点標

  - 北海道鉄道開通起点標 - 所蔵：小樽市総合博物館（鉄道・科学・歴史館）
  - 車両航送発祥の地 - 所在：下関市竹崎町・シーモール下関壁面
  - D521号機関車 - 所蔵：日本貨物鉄道広島車両所
  - 形式10・26号機関車 - 所在：宇佐市宇佐八幡宮境内

- 1967年（昭和42年）指定

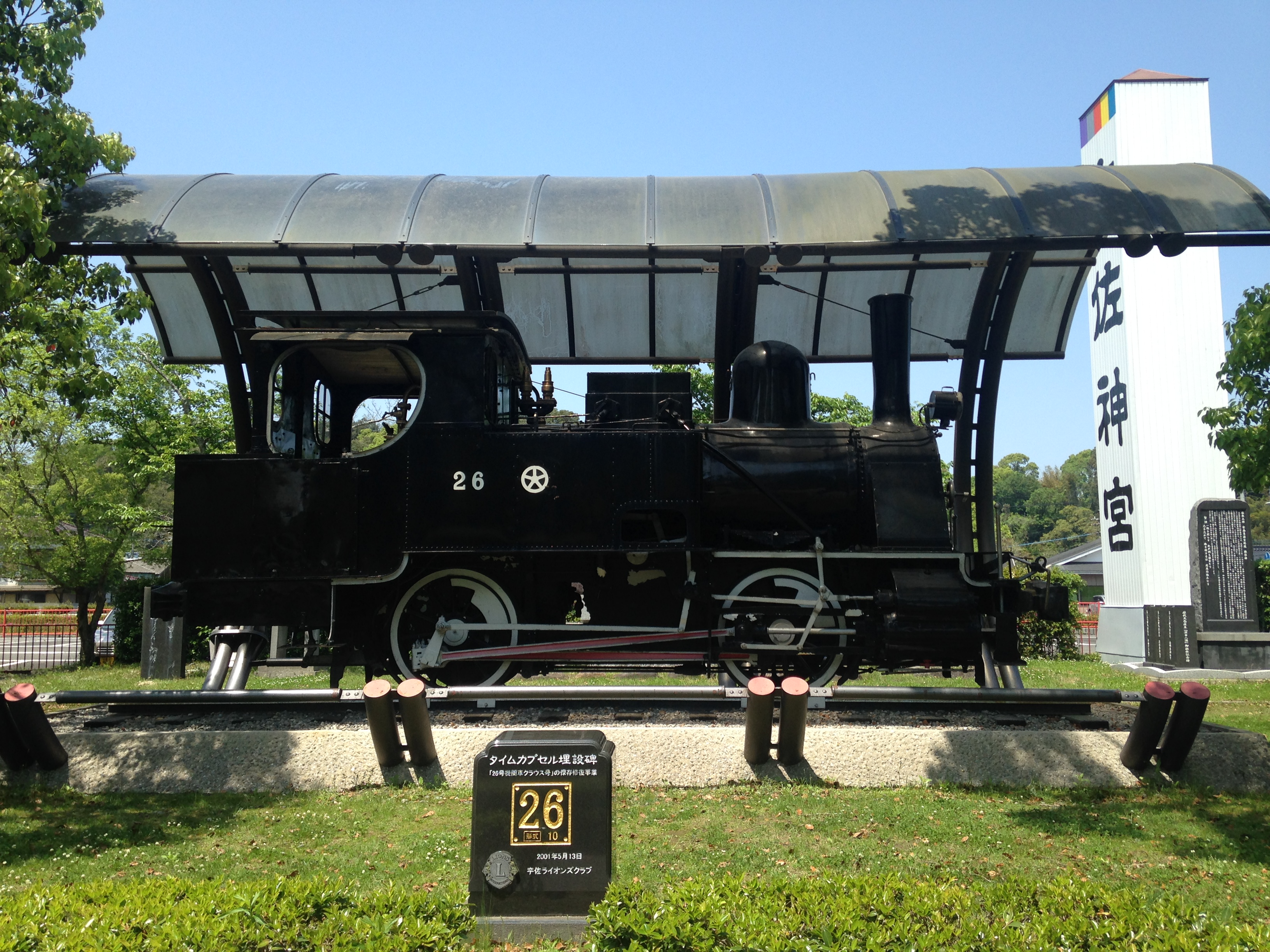
宇佐神宮境内の旧大分交通宇佐参宮線26号機関車

  - キハ031号気動車 - 所蔵：小樽市総合博物館（鉄道・科学・歴史館）
  - 旧函館駅所在地 - 所材：函館市海岸町 - 2010年指定解除
  - 国産アプト式鉄道（ED421号機関車） - 所蔵：碓氷峠鉄道文化むら
  - 九州鉄道株式会社株主総会報告 - 所蔵：不明
  - 九州鉄道運輸法規類纂 - 所蔵：不明

- 1968年（昭和43年）指定

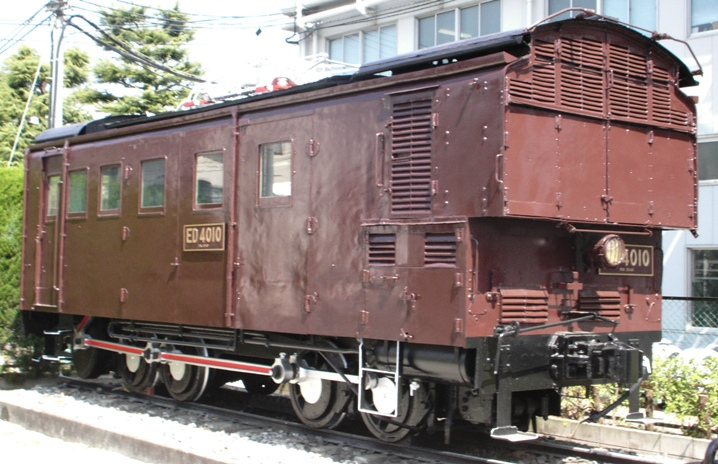
ED4010号機関車

  - ED4010号機関車 - 所蔵：鉄道博物館
- 1969年（昭和44年）指定
  - 下関鉄道桟橋跡 - 所在：下関市豊前田・海峡ゆめ広場内
  - 古文書（山陽鉄道旅客事務通達類纂） - 所蔵：西日本旅客鉄道広島支社内
- 1970年（昭和45年）指定
  - D51745号機関車 - 所蔵：西日本旅客鉄道広島支社
  - 稲荷駅ランプ小屋 - 稲荷駅構内
- 1971年（昭和46年）指定
  - C57139号機関車 - 所在：リニア・鉄道館
  - D51187号機関車 - 所在：大宮総合車両センター
  - C58333号機関車 - 所在：四国旅客鉄道多度津工場内

- 1975年（昭和50年）指定

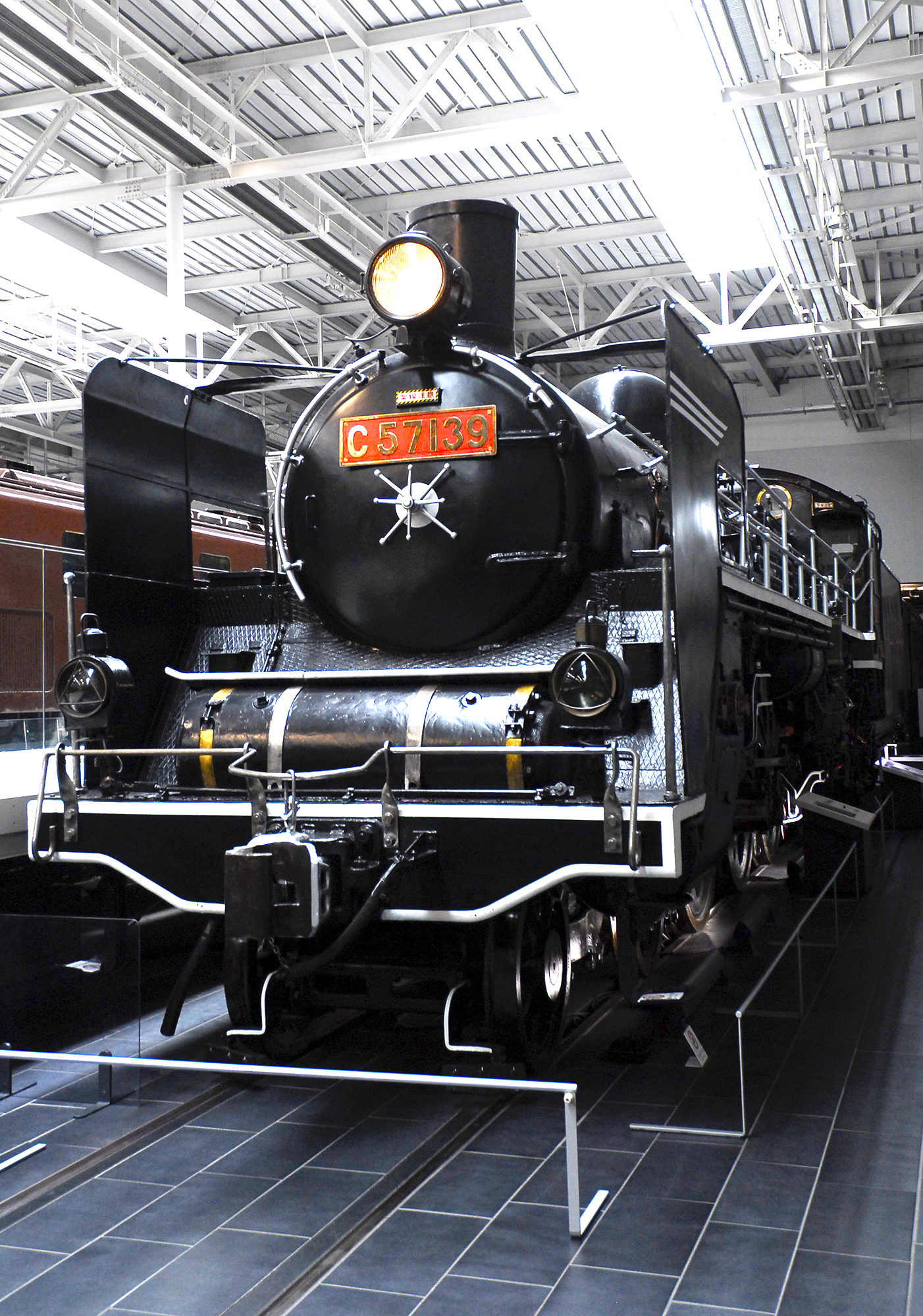
C57139号機関車

  - D51488号機関車 - 所在：和鋼博物館敷地内

- 1976年（昭和51年）指定

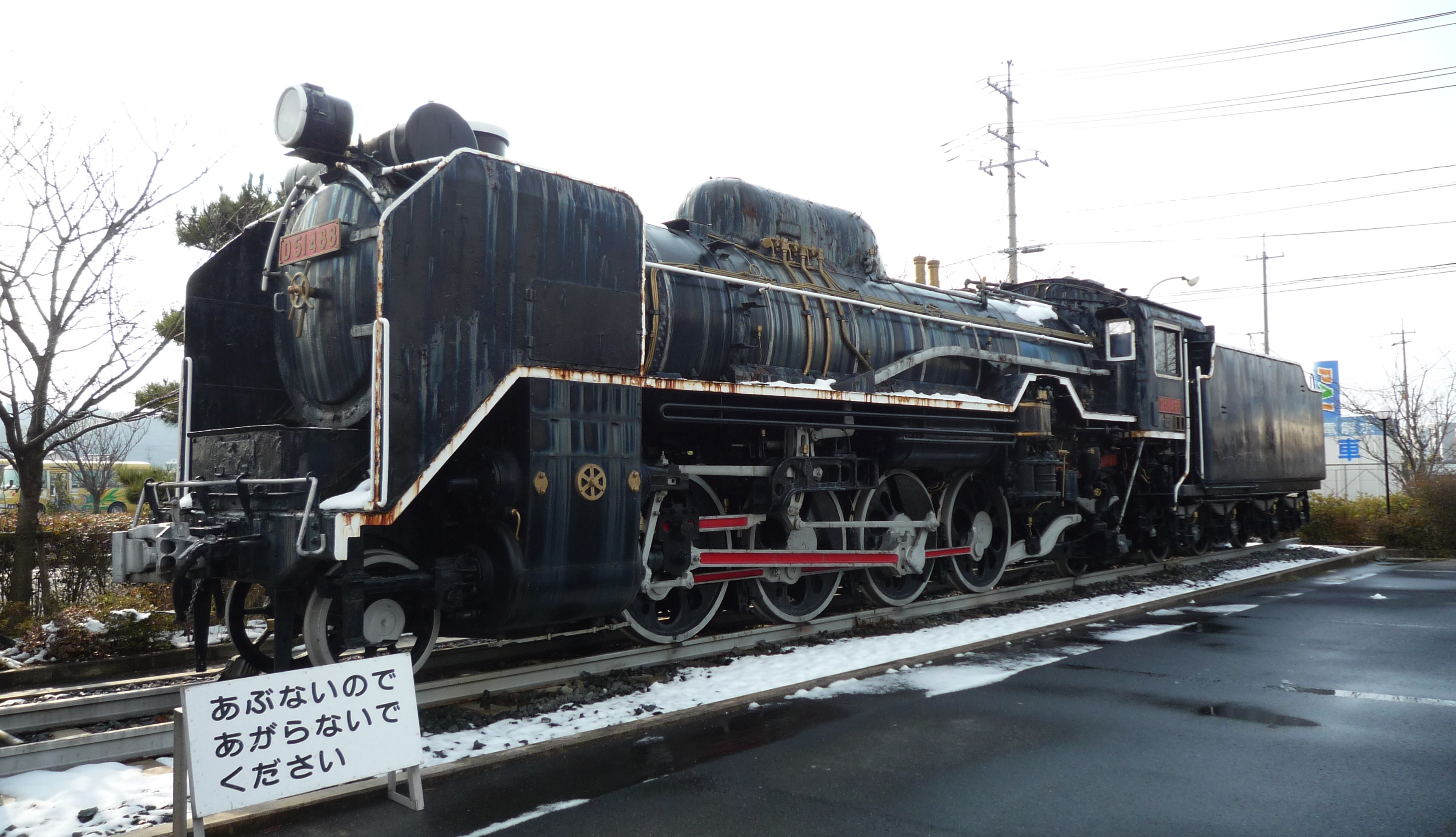
D51488号機関車

  - C621号機関車 - 所蔵：京都鉄道博物館
  - （熱海鉄道）7号機関車 - 所蔵：熱海駅前
  - 回転変流機 - 京都鉄道博物館?
- 1977年（昭和52年）指定
  - 回転変流機 - 東日本旅客鉄道田浦変電所

- 1978年（昭和53年）指定
  - EF551号機関車 - 所蔵：鉄道博物館

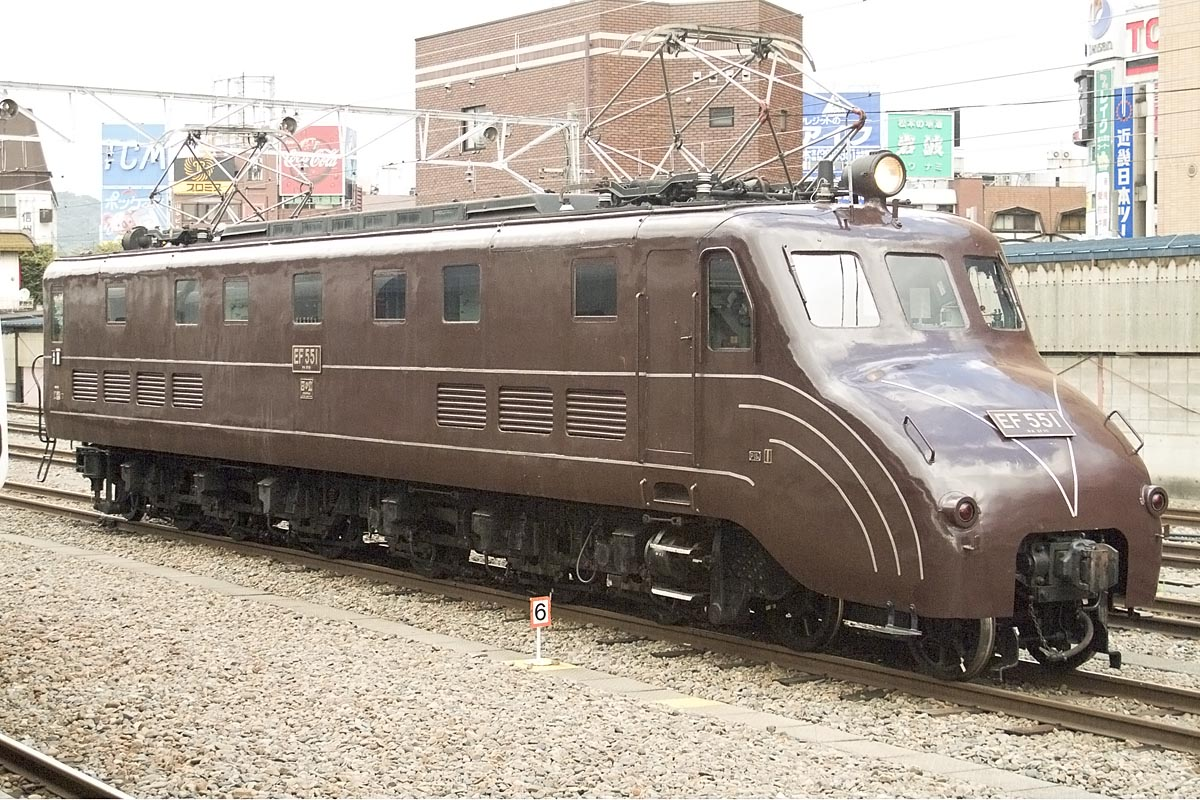
EF551号機関車

  - EF521号機関車 - 所蔵：京都鉄道博物館 - 2004年、鉄道記念物に昇格[1]
  - ロ481号客車 - 所蔵：四国旅客鉄道多度津工場内 形式図
- 1980年（昭和55年）指定
  - ジョン・イングランドの墓 - 所在：横浜市外人墓地内
  - ジョン・ダイアックの墓 - 所在：横浜市外人墓地内
  - T・シャンの墓 - 所在：横浜市外人墓地内
  - C・キングストンの墓 - 所在：横浜市外人墓地内
  - H・ホートンの墓 - 所在：横浜市外人墓地内
  - ED161号機関車 - 青梅鉄道公園
- 1981年（昭和56年）指定
  - モハ52形電車1号機 - 所蔵：西日本旅客鉄道吹田工場内
- 1983年（昭和58年）指定
  - DF501号機関車 - 所蔵：四国鉄道文化館

- 1986年（昭和61年）指定

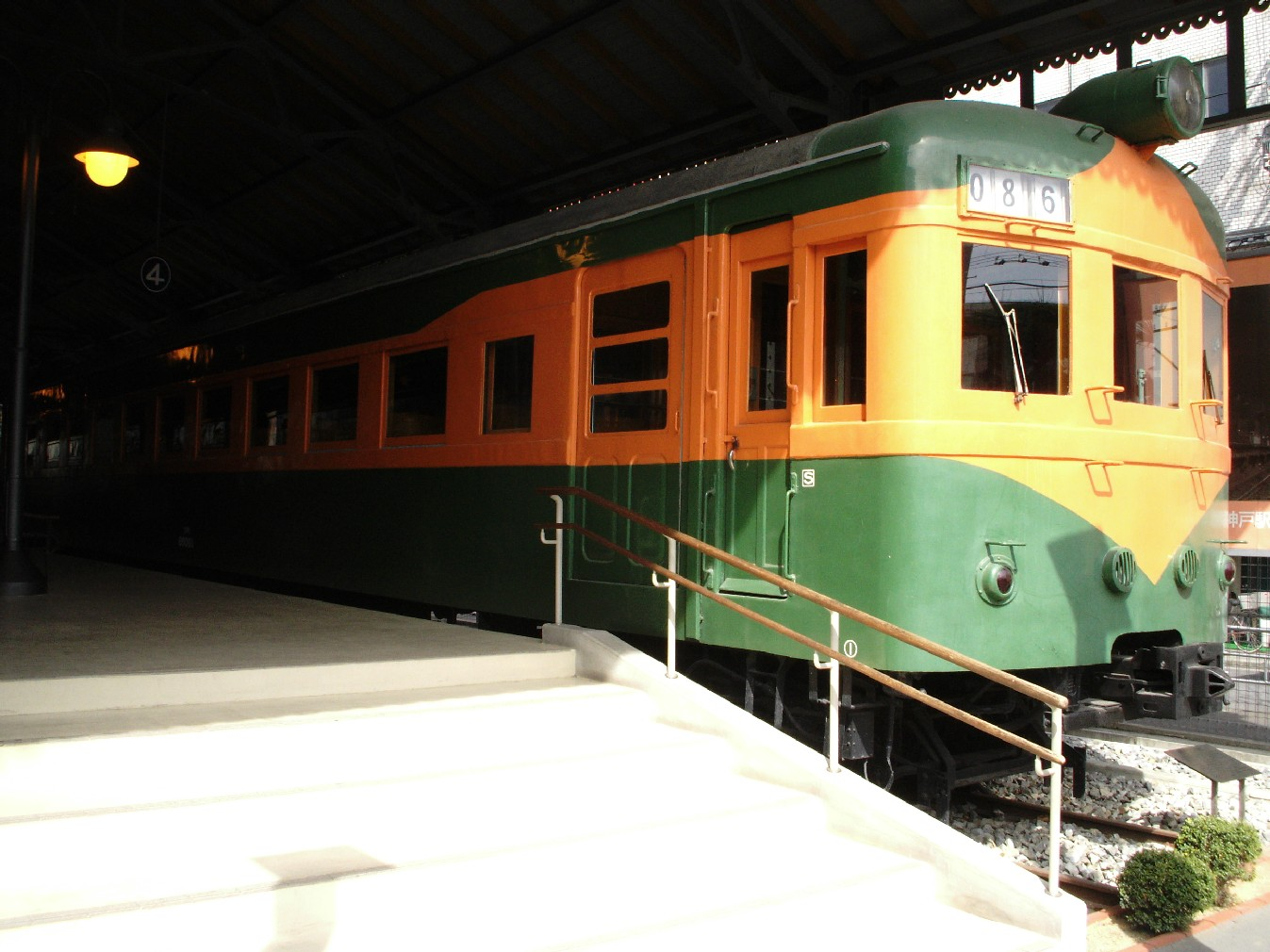
クハ86形電車1号機

  - 233号蒸気機関車 - 所蔵：京都鉄道博物館 - 2004年、鉄道記念物に昇格[1]
  - クハ86形電車1号機・モハ80形電車1号機 - 所蔵：京都鉄道博物館
  - キハ81形気動車3号機 - 所蔵：京都鉄道博物館
- 2006年（平成18年）指定（JR西日本指定）
  - 梅小路の蒸気機関車群と関連施設 - 所蔵：京都鉄道博物館
- 2010年（平成22年）指定（JR北海道指定）
  - ED75 501号電気機関車 - 所蔵：小樽市総合博物館（鉄道・科学・歴史館）
  - キハ82 1号気動車 - 所蔵：小樽市総合博物館（鉄道・科学・歴史館）
  - クラウス15号機関車 - 所蔵：ほろしん温泉ほたる館
  - 排雪列車「キマロキ」編成 - 所在：名寄市北国博物館
  - 旧国鉄士幌線コンクリートアーチ橋梁群 - 所在：上士幌町
  - 旧室蘭駅舎 - 所在：室蘭市
  - 小樽駅本屋 - 所在：小樽市
  - 北海道鉄道技術館 - 所在：北海道旅客鉄道苗穂工場
  - C62 3号機関車 - 所蔵：北海道旅客鉄道苗穂工場
  - 岩見沢レールセンター（現業事務所7号） - 所在：岩見沢市
- 2012年（平成24年）指定（JR北海道指定）[5][6]
  - 森林鉄道蒸気機関車 雨宮21号 - 所在：遠軽町（丸瀬布森林公園いこいの森）

- 2024年（令和6年）指定（JR西日本指定）[7]
  - マイテ49形客車 - 所在：京都鉄道博物館

## 課題
技術史家からは規定に「国鉄以外の者」とあるにもかかわらず、「指定対象が国鉄関係に偏重している」（私鉄によって開発された技術や制度が軽視されている）という批判が古くからあったが、国鉄が存在した時期は「国鉄によって制定された」ということから、やむを得ない面もあった。その後国鉄の民営化によって記念物の扱いは長らく宙に浮いた状態となり、その動向が注目されていた。2004年にJR西日本が準鉄道記念物からの昇格という形で記念物の指定を行い、制度を引き継ぐことを宣言した形になった。それ以降も、他のJR各社は新たな指定に同調していなかったが、JR北海道が2010年の「北海道の鉄道130周年」を機に、新たな指定を行った。しかし、他社が新規の指定を実施するのかは依然不透明である。
また、有害物質が含まれていることで除去費用を捻出できず、解体に至ったケースも存在する。
JR・私鉄を問わないすべての鉄道を対象とした顕彰制度に改める上では、今のところそれを統括して取り仕切る組織が存在しないという課題がある。